# Black Canary
Black Canary (dt.: „Schwarzer Kanarienvogel“) ist der Name einer Comicfigur in den Comicveröffentlichungen des Verlags DC Comics. Die Figur, die in Deutschland auch als Blitzschwalbe bekannt ist, wurde 1947 von dem Autor Robert Kanigher und dem Zeichner Carmine Infantino erfunden. Heute ist DC Comics ein Teil des US-amerikanischen Unterhaltungskonzerns Time Warner.

## Merkmale
Black Canary ist eine weibliche Heldin, die für gewöhnlich als Blondine in Netzstrumpfhose und knappem schwarzem Outfit dargestellt wird. Die erste Version der Figur verfügte über keine übernatürlichen Kräfte und meisterte ihre Abenteuer hauptsächlich mit Hilfe ausgeprägter Martial-Arts-Kenntnisse. Später ließen die Autoren ihr den zum Markenzeichen gewordenen markerschütternden Sonarschrei hinzukommen.
Ein Dauerthema in vielen Geschichten um Black Canary ist die Beziehung der Figur zum Superheldenkollegen Green Arrow.

## Veröffentlichungsgeschichte
Der Charakter Black Canary, mit der Real-Identität Dinah Drake, wurde ursprünglich als eine Nebenfigur für die in den 1940er Jahren in den Heften der amerikanischen Comicserie Flash Comics veröffentlichten Geschichten um den tollpatschigen Johnny Thunder entwickelt. Das erste Mal tauchte die Figur in dem Heft Flash Comics #86 vom August 1947 auf. Autor dieser Geschichte war der Science-Fiction-Schriftsteller Robert Kanigher, der auch die meisten frühen Black-Canary-Geschichten schrieb. Das visuelle Design der Figur, das trotz einiger optischer Variationen bis heute im Großen und Ganzen beibehalten worden ist, entwickelte der Zeichner Carmine Infantino.
Da sich der Charakter auf Anhieb als äußerst populär erwies, stellte man Black Canary ab Heft #92 selbst in den Mittelpunkt einiger Geschichten. Hier war ihr Begleiter der Privatdetektiv Larry Lance. 1965 erschienen einige ihrer Abenteuer in The Brave and the Bold, in denen sie zusammen mit dem Superhelden Starman auftrat. Bald darauf wurde die Figur auch als Mitglied des Superheldenteams Justice Society of America in der gleichnamigen Comicserie verwendet. In den 1960er, 1970er und 1980er Jahren wurde Black Canary als Charakter in die Serien Green Arrow und Justice League of America eingebaut. Darüber hinaus trat die Figur von Zeit zu Zeit in Solo-Geschichten in Serien wie World’s Finest Comics und Adventure Comics auf.
Konfrontiert mit der Problematik, dass der Charakter seit den 40er Jahren aktiv ist, und somit in den 80er Jahren bereits um die 60 Jahre alt sein müsste, wurde 1983 eine Hintergrundgeschichte eingeführt, die die Kontinuität der Erzählungen sicherstellt. Seither gibt es zwei unterschiedliche Figuren, Mutter und Tochter, mit den Real-Identitäten Dinah Drake Lance (die ursprüngliche Black Canary) und Dinah Laurel Lance. Die jüngere Dinah Lance verkörpert seither Black Canary.
In den frühen 1990er Jahren stellte DC-Comics Black Canary als Hauptfigur in den Mittelpunkt von zwei nach ihr benannten Comicserien. Zunächst erschien vom November 1991 bis Februar 1992 die Serie Black Canary. Vom Januar 1993 bis Dezember 1993 folgte dann eine weitere, zwölf Ausgaben erreichende Black-Canary-Serie. Als Autorin für diese Serie wurde Sarah E. Byam engagiert, Zeichner war Trevor von Eeden.
Eine wichtige Rolle spielte der Charakter außerdem in den Veröffentlichungen der Birds-of-Prey-Reihe, wo er neben Huntress und Barbara Gordon eine der drei Hauptfiguren ist und in mehr als 100 Heften vorkam.

## In Film und Fernsehen
Die Rolle der Black Canary wurde erstmals 1979 von einer Schauspielerin übernommen: Die nicht weiter in Erscheinung getretene Danuta Rylko Soderman verkörperte den Charakter in der TV-Produktion Legends of the Superheroes auf NBC.
Ab 2002 spielte Lori Loughlin die Figur in der Serie Birds of Prey.
2008 hat Black Canary, gespielt von Alaina Kalanj, zwei Gastauftritte in der 7. und 8. Staffel der Serie Smallville.
2012 übernahm Katie Cassidy die Rolle der Dinah Laurel Lance in der US TV-Serie Arrow und später in The Flash. Allerdings verfügte diese Laurel Lance nicht über das Alter Ego Black Canary. Black Canary wird erst in der zweiten Staffel der Serie als Nebenfigur eingeführt, dargestellt von Caity Lotz, allerdings nur unter dem Namen Canary, mit der Real-Identität Sara Lance, der verschollenen Schwester von Laurel. Canary ist hierbei auf der Flucht vor Ra’s al Ghul von dem sie offensichtlich ausgebildet wurde. Da Sara jedoch getötet wird, übernimmt die ältere Schwester später das Alter Ego Black Canary. Sara Lance wird in der Lazarusgrube von Ra’s al Ghul wieder zum Leben erweckt und übernimmt das Alter Ego White Canary im Spin-off von Arrow, DC’s Legends of Tomorrow.
Die Zeichentrickversionen der Figur, die zu Beginn des 21. Jahrhunderts in den Serien Justice League und Justice League Unlimited auftauchten, wurden von Jennifer Hale (Justice League) und Morena Baccarin (Justice League Unlimited) synchronisiert. Sie vereinigen Merkmale von verschiedenen Comicbuchversionen des Charakters.
Im 2020 erschienen DC-Kinofilm Birds of Prey: The Emancipation of Harley Quinn wird Black Canary alias Dinah Lance von Jurnee Smollett-Bell dargestellt.

## In Videospielen
In dem von den Netherrealm Studios entwickelten Beat ’em up Injustice 2 ist Black Canary als spielbarer Charakter enthalten.